# 毛刺壳花椒
毛刺壳花椒（学名：Zanthoxylum echinocarpum var. tomentosum）为芸香科花椒属下的一个变种。

## 扩展阅读
- 維基物種上的相關：毛刺壳花椒